# كأس الكؤوس الإفريقية 1978
كأس الكؤوس الأفريقية 1978 هو الموسم 4 من كأس الكؤوس الأفريقية. أشرف على تنظيمه الاتحاد الأفريقي لكرة القدم، وكان عدد الأندية المشاركة فيه 22، وفاز فيه نادي هورويا.